# Уийд (град, Калифорния)
Уийд (на английски: Weed) е град в окръг Сискию, щата Калифорния, САЩ. Уийд е с население от 2716 жители (по приблизителна оценка от 2017 г.) и обща площ от 12,6 km². Намира се на 1044 m надморска височина. ЗИП кодовете му са 96094, а телефонният му код е 530.